# Битка при Лайпциг
Битката при Лайпциг, известна и като Битката на народите (на немски: Völkerschlacht bei Leipzig), се състои между 16 и 19 октомври 1813 г.
Това е най-голямото сражение по време на Наполеоновите войни и най-голямата битка в световната история до началото на Първата световна война – в нея участват над 500 000 души. Френският император Наполеон Бонапарт претърпява поражение от обединените сили на Шестата коалиция.
Сражението се води на територията на Саксония, близо до град Лайпциг, и включва германски войски, както от едната, така и от другата страна (част от армията на Наполеон е от войски от неговите съюзници от Рейнския съюз). Битката има решаващ характер за последвалите военни и политически действия – тя води до нахлуването на коалиционните сили във Франция през 1814 г. и до първото оттегляне на Бонапарт от престола.

## Предистория
След катастрофалната кампания на Бонапарт в Русия (довела до унищожаването на голяма част от френската армия) и пораженията на неговите маршали в Полуостровната война през есента на 1812 г., използвайки удачния момент, срещу французите въстава и Прусия. На 28 февруари 1813 г. в Калиш е сключен съюз между Русия и Прусия, насочен срещу Франция. Обединените руско-пруски войски освобождават Германия почти до Елба.
Наполеон, който през това време е набрал нови армии (но предимно новобранци – на мястото на загиналите в Русия ветерани), усилено търси начин да установи отново своите владения на изток. Императорът успява да спечели две трудни победи над руско-пруските сили в битките при Лютцен (на 2 май) и Бауцен (на 20 – 21 май). Тези победи водят до сключване на краткотрайно примирие (на 4 юни) за прекратяване на огъня.
Примирието бързо завършва с влизането във войната на Австрия и Швеция на 11 август. Силните антифренски настроения в цяла Европа довеждат до образуването на Шестата коалиция, включваща Руската империя, Австрия, Прусия, Швеция, Великобритания, Испания, Португалия и някои от немските княжества. За германците това е освободителна война. Като цяло, страните от коалицията могат да извадят на бойното поле над един милион войници – вероятно по времето на битката при Лайпциг, коалиционните войски на изток от Рейн надхвърлят този брой. От своя страна, френската армия се е стопила до няколкостотин хиляди души.
Силите на коалицията се разделят на три армии – Северна, под командването на шведския кронпринц Бернадот, Силезийска, водена от пруския фелдмаршал Блюхер и Бохемска (под командването на австрийския фелдмаршал Шварценберг). Руските войски (водени от генералите граф Бенигсен и Барклай де Толи) представляват значителна част и от трите армии, но по политически причини цар Александър I не настоява за руски главнокомандващ.
Първоначално военните действия се водят с променлив успех. Наполеон, с победата си при Дрезден на 27 август, отхвърля Бохемската армия обратно в Австрия. От своя страна, коалиционните сили следват стратегията, предначертана в плана от Трахенберг – да избягват директни сблъсъци с Бонапарт и да се стремят към сражения с корпусите, водени от неговите маршали. Това довежда до редица победи – над маршал Удино в битката при Гросбеерен (на 23 август), над маршал Макдоналд при Кацбах (на 26 август), над генерал Вандам при Кулм (на 29 – 30 август) и над маршал Ней при Деневиц (на 6 септември). 120-хилядната армия на маршал Удино не успява да превземе Берлин и Наполеон е принуден да се оттегли на запад. След тези сражения настъпва затишие за около 3 седмици, като и двете страни набират нови сили.
Оставяйки силен гарнизон в Дрезден и заслон на юг срещу Бохемската армия, императорските войски прекосяват Елба в края на септември и се прегрупират край Лайпциг, откъдето могат да защитават снабдителните си линии и да посрещнат съюзниците. Разчитайки първо да разбие армиите на Бернадот и Блюхер, Наполеон разполага армията си около града. Бонапарт се стреми към решаваща битка, тъй като стратегията на изтощение дава превес на съюзниците, които имат по-големи човешки ресурси. Според историците, ключови за решението на Наполеон се оказват тактическото надценяване на френските войски, изтощени от предните сражения и многодневните преходи, и стратегическото подценяване на военната сила на съюзниците. Поради невярна информация, той се съмнява и в придвижването на австрийската Бохемска армия. Също така императорът грешно предполага, че руско-пруската Силезийска армия се намира доста по на север, отколкото се оказва в действителност.
Съюзниците са подсилени със свежи подкрепления и в началото на октомври преминават в настъпление. Силезийската армия на фелдмаршал Блюхер заобикаля Дрезден от север и прекосява Елба северно от Лайпциг. Към нея се присъединява и бавно придвижващата се Северна армия на Бернадот. Бохемската армия на фелдмаршал Шварценберг заобикаля Дрезден от юг и също се придвижва в посока към Лайпциг, в тил на Наполеон.

## Сили на страните

### Френската империя и съюзниците ѝ
Въпреки поражението в Руската кампания през 1812 г., Наполеон за кратко време успява да увеличи числеността на френските войски на изток от 30 до 130 хиляди души (с отчитането на войските на съюзниците – до 400 хиляди), но не успява да възстанови кавалерията си. При Лайпциг французите имат 9 пехотни корпуса (над 120 хиляди души), императорската гвардия (3 пехотни корпуса, кавалерийски корпус и артилерийски резерв, всичко – 42 хиляди), 5 кавалерийски корпуса (до 24 хиляди) и Лайпцигския гарнизон (около 4 хиляди). Общата численост на силите е около 190 000 души – освен французи, в армията на Бонапарт има народности от съюзни, завладени или васални на Френската империя държави – германци (предимно саксонската дивизия в състава на 7-и пехотен корпус), поляци, италианци, фламандци и холандци. Полският контингент (8-и пехотен корпус) наброява към 5 хиляди души.

### Шестата коалиция
Силите на съюзниците се съсредоточават край Лайпциг на части. Първи пристигат руско-пруската Силезийска армия на Блюхер (54 – 60 хиляди души, 315 оръдия) и австро-руско-пруската Бохемска армия на Шварценберг (133 хиляди, 578 оръдия). В хода на сражението по-късно се включват пруско-руско-шведската Северна армия на Бернадот (58 – 85 хиляди, 256 оръдия), руската Полска армия на генерал Бенигсен (46 хиляди, 162 оръдия) и 1-ви австрийски корпус на Колоредо (8 хиляди, 24 оръдия).  Общата численост на коалиционните армии достига над 300 000 души – 127 хиляди руснаци, 89 хиляди поданици на Австрийската империя (австрийци, унгарци, славяни), 72 хиляди прусаци и 18 хиляди шведи. 

## Пълководци

### Френската империя и съюзниците ѝ
Върховен главнокомандващ на цялата френска армия е император Наполеон I Бонапарт. Въпреки неуспехите си през есента на 1812 г. и първата половина на 1813 г., той продължава да властва над половин континентална Европа.
Поляците, останали верни съюзници на Наполеон, са водени от княз Йозеф Понятовски, племенник на последния крал на Полша – Станислав Август. Понятовски, както и повечето поляци, е приветствал Тилзитския мир, считайки го за първа крачка към независимост на Полша под протектората на Франция. Отличава се при обсадата на Данциг и в битката при Фридланд (1807 г.) и по-късно е назначен за военен министър на временното правителство на Полша, а през 1808 г. – за главнокомандващ на полските войски. Участва в Руската кампания през 1812 г., сражавайки се при Бородино. След отстъплението от Русия остава верен на Наполеон. В първия ден на битката при Лайпциг става единствения чужденец, получил маршалски жезъл от ръката на френския император.
Кралят на Саксония Фридрих Август I попада в нелеко положение – той е принуден да воюва на страната на Наполеон. По силата на Тилзитския мир, Саксония е получила Котбуския окръг, отнет от Прусия, както и Варшавското херцогство, образувано от полски земи, принадлежали на Прусия, Австрия и Русия. Когато през 1813 г. руско-пруските войски навлизат в Саксония, Фридрих Август (формално херцог на независимото Варшавско херцогство) бяга от Дрезден, опасявайки се да не изгуби короната си в случай на победа на Прусия. Съветниците на Фридрих Август – Лангенау и граф Зенфт, настояват за сближение с Австрия, но кралят отказва, знаейки, че Австрия ще иска отричане от правата му върху Варшавското херцогство. Въпреки това, на 20 април 1813 г. е подписана тайна конвенция с Австрийската империя, в резултат на която Фридрих Август отказва да даде кавалерия на Наполеон и забранява влизането на френски войски в крепостта Торгау, като по този начин спира движението на корпуса на маршал Ней към Берлин. След победата на Бонапарт в битката при Лютцен, Фридрих Август сваля от поста съветника си граф Зенфт и в собственоръчно написано писмо моли френския император за прошка. Когато Наполеон на 7 октомври напуска Дрезден, Фридрих Август го последва със своето семейство.

### Шестата коалиция
За главнокомандващ на коалиционните войски е избран австрийския фелдмаршал княз Шварценберг. Потомък на стар благороднически род, през кампанията от 1805 г. той успешно се сражава против французите в битката при Улм. По време на Руската кампания на Наполеон командва австрийския спомагателен корпус (около 30 000 души) в състава на Великата армия на Бонапарт. Действа крайно внимателно и успява да избегне големи сражения с руските войски. След разгрома на Наполеон в Русия, силите на Шварценберг не участват в активни бойни действия, но прикриват тила на отстъпващия френски корпус на Рение. След присъединяването на Австрия към Шестата коалиция против Наполеон през август 1813 г. фелдмаршалът е назначен за командващ на обединената Бохемска армия. На 27 август, в битката при Дрезден, армията претърпява поражение и отстъпва към Бохемия, където остава до началото на октомври. Шварценберг има репутацията на внимателен пълководец, умеещ да поддържа добри отношения с монарсите.
Въпреки че руските войски са командвани от генерали, от които най-влиятелен е Барклай де Толи, император Александър I често се намесва в оперативното ръководство на частите. През 1813 г. руският император е основният създател на Шестата коалиция против Бонапарт. Нахлуването на наполеоновите армии е прието от Александър не толкова като огромна заплаха за Русия, колкото като лично оскърбление, а самият Наполеон става негов личен враг. Руският монарх упорито отхвърля всички френски предложения за мир, тъй като смята, че това би обезценило жертвите, понесени по време на войните. Многократно дипломатичният характер на Александър спасява коалицията от разпадане.
За разлика от него, кралят на Прусия, Фридрих Вилхелм III, не се намесва в ръководството на пруските войски. Загубвайки в резултат на Тилзитския мир половината си владения, той е принуден да подпише договор, съгласно който Прусия предоставя 20 хиляди войници в помощ на френската армия в Руския поход през 1812 г. Въпреки това, силните антифренски настроения на доста офицери и политици (Гнайзенау, Щайн и др.) водят до създаването на руско-немски легион (през ноември 1812 г. достига 8 хиляди души), който воюва с наполеоновите армии. Характерът на пруския крал не се отличава с твърдост – той е принуден да се присъедини към въстанието против Бонапарт, опасявайки се да не изгуби короната си. През март 1813 г. Фридрих Вилхелм се обръща с възвание към народа си, обявявайки освободителна война срещу французите.
Обединената пруско-руско-шведска Северна армия е под командването на бившия маршал на Наполеон – Бернадот, бъдещ крал на Швеция (под името Карл XIV Йохан). Назначен след Тилзитския мир за командващ на окупационната френска армия и наместник в Северна Германия и Дания, Бернадот бързо спечелва симпатиите на местното население. По това време започват да се обтягат и отношенията му с Наполеон. Събраният от краля на Швеция, Карл XIII, държавен съвет за избиране на приемник на престола единодушно решава да предложи короната на Бернадот. Единственото условие е той да приеме лютеранството. На 31 октомври 1810 г. французинът е представен пред събраните държавници в Стокхолм, а на 5 ноември е осиновен от краля и става престолонаследник. През 1812 г. Бернадот скъсва дипломатическите отношения с Франция и сключва съюз с Русия. Въпреки че не проявява забележителна пълководска дарба, той се ползва с уважението на европейските монарси като бивш маршал на Наполеон. Влизайки във войната през 1813 г., Бернадот се старае да не изпраща в бой немногочисления шведски контингент (20 – 24 хиляди души), желаейки да го съхрани за завоюването на Норвегия.

## Ход на битката

### Разположение на силите в навечерието на битката
На 15 октомври Наполеон разполага войските си около Лайпциг, като по-голямата част (около 110 хиляди) са дислоцирани южно от града – по брега на река Плайсе, от Коневиц до селцето Марклееберг, оттам на изток през селата Вахау и Либертволквиц до Холцхаузен. Корпусът на генерал Бертран (12 хиляди души), разположен в Линденау, прикрива пътя на запад. На север се намират силите на маршалите Мармон и Ней (около 50 хиляди).
В този момент съюзниците имат около 200 хиляди войници, тъй като 1-ви австрийски корпус на Колоредо и руската Полска армия на генерал Бенигсен все още се придвижват към мястото на битката, както и Северната армия на Бернадот. На 15 октомври силите на съюзниците край Лайпциг се заключават преди всичко в Бохемската армия, при която се намират руския цар Александър I и пруския крал Фридрих Вилхелм III.
Съгласно плана на главнокомандващия – фелдмаршал Шварценберг, основната част от армията трябва да преодолее съпротивата при Коневиц, пробивайки през блатистата низина между реките Елстер и Плайсе, да обходи десния фланг на французите и заеме важния път от запад към града. Около 20 хиляди души, под командването на австрийския маршал Гиулай трябва да атакуват западното предградие на Лайпциг – Линденау, а силите на фелдмаршал Блюхер – да настъпят към града от север, от страната на Шкойдиц.
След възражения от страна на Александър I, за изпълнението на плана си Шварценберг получава още 35 хиляди австрийци от 2-ри корпус на генерал Мерфелд под командването на наследствения принц Фридрих Хесен Хамбургски. 4-ти австрийски корпус на Кленау, руските войски на генерал Витгенщайн и пруския корпус на фелдмаршал Клайст (под общото командване на Барклай де Толи) трябва да атакуват издатината на французите на югоизток. Така Бохемската армия се оказва разделена от реките и блатата на 3 части: на запад са австрийците на маршал Гиулай, друга част от австрийската армия действа на юг между реките Елстер и Плайсе, а силите на Бохемската армия под началството на генерал Барклай де Толи – на югоизток.

### 16 октомври
16 октомври се оказва мрачен и облачен ден.  Още на разсъмване руско-пруските части на Барклай де Толи започват придвижване и около 8 часа сутринта откриват артилерийски огън по врага. Авангардните колони на съюзниците започват настъплението си към позициите на французите.

#### Марклееберг
Руската 14-а дивизия на Хелфрайх и пруските 12-а бригада и 4 батальона от 9-а бригада (под командването на фелдмаршал Клайст), придвижвайки се покрай брега на река Плайсе, около 0930ч. превземат селцето Марклееберг, отбранявано от маршал Ожеро и княз Понятовски. Съюниците поправят моста през реката и овладяват училището и близкото имение. За деня селцето няколко пъти преминава от едни ръце в други. Французите и поляците контраатакуват, като отхвърлят противника от училището отвъд реката. Атаките на имението обаче им костват големи загуби. После 14-а руска дивизия започва серия флангови атаки, които принуждават поляците да се оттеглят от Марклееберг. Княз Понятовски спира отстъплението и напредващите руснаци. Изненадвайки напредващите четири батальона от пруската 12-а бригада, той съсредоточава артилерийския огън и последвалите атаки на кавалерията към тях, докато не пристигат подкрепления в лицето на руски хусари. На свой ред Понятовски превзема селцето, но е отхвърлен от нови два пруски батальона. Най-накрая подкрепления от австрийски гренадири отблъскват с нова флангова атака французите и поляците от района.

#### Либертволквиц
Либертволквиц е голямо село със стратегическо положение за цялата битка, отбранявано от 5-и пехотен корпус на генерал Лористон (над 13 хиляди войници и 50 оръдия) и корпуса на маршал Макдоналд (18 хиляди). Към него настъпва 4-ти австрийски корпус на Кленау (24 500 души), подкрепян от пруските 10-а (Пирт, 4550 души) и 11-а бригада (генерал Цитен, 5365 души) и 5-а руска дивизия на генерал Мезенцев (5 хиляди), под общото командване на генерал Горчаков.
Първо атакуват австрийците и след тежки сражения успяват да отхвърлят французите от Либертволквиц, само за да бъдат отблъснати на свой ред към 11 ч. от последвалата контраатака на френската 36-а дивизия, дошла в подкрепление. И двете страни понасят тежки загуби.

#### Вахау
Разположеното между Либертволквиц и Марклееберг селце Вахау става арена на най-важните схватки за деня. Тук се намират френски войски под командването на самия Наполеон, които са атакувани от руския 2-ри пехотен корпус (около 5 хиляди души) и кавалерията на генерал Пален (около 2 хиляди хусари, улани и казаци), подкрепени от части от пруската 9-а бригада (до 6 хиляди души) – под общото командване на руския генерал Евгений Вюртембергски. Руснаците напредват, но французите ги изненадват със смазваща флангова атака. В схватката се включват и прусаците, които навлизат във Вахау, сражавайки се за всяка уличка.
В този момент Наполеон дава заповед на генерал Дрюо да сформира голяма батарея на Хълма на бесилките. Близо 100-те оръдия на батареята поразяват изложения на показ руски корпус, принуждавайки и пруските батальони, идващи в подкрепа, да търсят прикритие. Във фронта на атакуващите се образува отвор и около 15 ч. 10-хилядна кавалерия (французи, италианци и саксонци) под командването на маршал Мюра опитва да използва това и да пробие централния сектор на съюзниците при Вахау. Кавалеристите успяват да пробият към хълма, на който се намират съюзническите монарси и фелдмаршал Шварценберг, но са спрени благодарение на контраатаката на Лейбгвардейския казашки полк (под командването на полковник Ефремов). Изборът на Мюра да атакува в сбити редове не е особено удачен за французите – по-малки и по-подвижни части руска, пруска и австрийска кавалерия бързо изтощават с нападенията си дивизията на Мюра и я отблъскват до френските оръдия, където е спасена от гвардейските драгуни. Гвардейската дивизия, съставена от новобранци, е изпратена да осигури пробива на Наполеон. Младите гвардейци овладяват изцяло Вахау и Либертволквиц. Въпреки че в настъплението към Гюлденгос се включва и пехотния корпус на генерал Лористон, то не се развива според очакванията на Бонапарт. Когато фелдмаршал Шварценберг разбира стратегическата важност на тази позиция, той дава заповед Гюлденгос да бъде зает от резервните части (под командването на Великия княз Константин Павлович). Съюзниците контраатакуват с руски и австрийски гвардейци, подкрепяни от руски кирасири. Частите напредват в оформени карета, преодоляват френските кавалеристи и изтласкват назад напредналите френски батареи.
Така, на южния фронт на битката Наполеон, въпреки че печели терен не успява да пробие линиите на съюзниците.

#### Коневиц и Дьолиц
Атаката на австрийските войски срещу Коневиц също не носи успех. Корпусът на генерал фон Мерфелд опитва да атакува позицията, но пътят, по който напредва е добре прикрит и това не позволява на австрийците да придвижат оръдията си в подкрепа на атаката. Мерфелд тогава настъпва към Дьолиц, по пътя, водещ до имение и мелницата на селото. Две роти от 24-ти полк разбиват малкия полски гарнизон и овладяват позицията. Бърза контраатака отхвърля австрийците обратно и сражението придобива ожесточен характер, докато Мерфелд не изпраща тежка батарея, която прочиства защитниците от позицията. Поляците оставят убити навсякъде в свирепата си отбрана и при оттеглянето си подпалват имението и мелницата.

#### Видериц
Настъплението на войските на маршал Гиулай към Лиденау също е отбито от французите на генерал Бертран. Успех обаче има Силезийската армия. Без да чака идването на Северната армия на Бернадот, фелдмаршал Блюхер дава заповед войските му да се присъединят към общото настъпление. Атаката е започната от руския корпус на генерал Лонжерон, настъпващ към селцата Грос Видериц и Клайн Видериц, намиращи се в центъра на френската отбрана на север. Позицията е отбранявана от полския генерал Ян Домбровски (полска дивизия от четири пехотни и два кавалерийски батальона), който цял ден удържа руските войски. В сражението се редуват атаки и контраатаки, като накрая Лонжерон овладява двете селца с цената на тежки загуби.

#### Мьокерн
Решаващо за северния участък на битката се оказва сражението за Мьокерн. Над селцето доминират имение, дворец и градини с каменни стени, като всяка позиция е превърната в крепост с амбразури по стените за прикриващ огън от френския 6-и корпус на Мармон. На запад от Мьокерн местността е твърде гориста и с много блата, за да бъде разположена артилерия. Покрай реката на изток, Вайс Елстер, върви дига с височина 4 метра. 17-те хиляди войници на маршал Мармон са добре разположени на позициите, отбраняващи Мьокерн, а маршалът разполага в резерв и пехотни колони – за контраатака на всяка загубена позиция.
Срещу тях напредват пруските сили на генерал Йорк. Французите обаче получават заповед да оставят укрепените си позиции и да се придвижат на юг към Вахау, където може да се реши съдбата на битката. В този момент, узнавайки за настъпването на противника, маршал Мармон решава да задържи Мьокерн и праща до маршал Ней молба за помощ. Сражението е ожесточено и без явен превес. Маршалът нарежда кавалерийска атака, но неговия офицер отказва. По-късно, атаката на пруските Бранденбургски хусари причинява големи загуби на французите. Схватката продължава до късно вечерта. По-голямата част от загубите при Мьокерн (9000 съюзнически войници и 7000 французи) са причинени от артилерийски огън. Корпусът на Мармон е на практика унищожен – пленени са и близо 2000 французи.  Така фронтът на френските войски северно от Лайпциг се оказва открит и 2 корпуса на Наполеон се оказват отвлечени от участие в ключовата битка край Вахау.
С настъпването на нощта затихват и бойните действия. Настъплението през този ден коства на съюзниците около 20 хиляди убити и ранени. Въпреки успешните контраатаки на коалиционните войски при Гюлденгос и в Университетската гора (край Вахау), по-голямата част от бойното поле остава в ръцете на французите. От своя страна, те не успяват да пробият фронта при Гюлденгос. Денят завършва без ясно изразено преимущество за някоя от страните.

### 17 октомври
В началото на битката на Наполеон не се удава да разгроми противника. В подкрепление на съюзниците, късно вечерта на предния ден, са пристигнали подкрепления от близо 100 хиляди души (включително армията на Бернадот), докато в същото време френския император получава само 14-хилядния корпус на фон Дюбен. Наполеон осъзнава опасността, но въпреки това не оставя станалата крайно уязвима позиция при Лайпциг. Чрез пленения при Коневиц австрийски генерал Мерфелд, късно през нощта, той предава на противника своите условия за примирие. Съюзниците не удостояват императора с отговор. По мнението на някои изследователи, предложението за примирие се оказва сериозна психологическа грешка на Наполеон – разочарованите от събитията от деня съюзници са повярвали в слабостта на французите, тъй като Бонапарт пръв предлага мир.
Неделният ден 17 октомври преминава в по-голямата си част спокойно, само на север войските на фелдмаршал Блюхер овладяват селцата Ойтриц и Голис, доближавайки се в близост до Лайпциг – руския генерал Закен атакува значително по-малката дивизия на Дабровски. Числеността и решителността на руските сили се оказват решаващи и поляците са отхвърлени към Пфафендорф. Блюхер, който е произведен в звание фелдмаршал на предния ден, дава заповед на руската 2-ра хусарска дивизия да атакува 3-ти кавалерийски корпус на генерал Арини. Както и на предния ден, кавалерията на съюзниците се оказва по-добра от френската и печели незначителната схватка.
В 14 ч. в село Зестевит се събира военния съвет на съюзниците. В същото време е получено и съобщение за пристигането на руската Полска армия на генерал Бенигсен (54 хиляди души). Главнокомандващият – фелдмаршал Шварценберг иска незабавно да възобнови сражението, но Бенигсен заявява, че войниците му са преуморени от дългия преход. Решено е настъплението да се възобнови в 7 ч. на следващия ден.
За усилване армията на Бенигсен, към нея е добавен 4-ти австрийски корпус на Кленау, 11-а бригада на генерал Цитен и казаците на генерал Платов, което увеличава числеността ѝ до 75 хиляди души.

### 18 октомври
В 02 ч. през нощта на 18 октомври Наполеон оставя своите стари позиции, защитата на които е практически невъзможна заради недостатъчните сили, и свива отбраната около Лайпциг. Новата позиция е отбранявана от 150 хиляди души, които са прекалено малко за отпор на съюзниците, разполагащи с над 300 хиляди души и 1400 оръдия. Въпреки това, сраженията на 18 октомври са крайно ожесточени и далеч не на всички участъци успешни за силите на коалицията.
В 07 ч. сутринта главнокомандващият – фелдмаршал Шварценберг дава заповед за настъпление. Наполеон, ръководещ войските от щаба си в мелницата на Щьотериц, се отбранява по-яростно, отколкото е необходимо за прикритие на отстъплението. Колоните на съюзниците влизат в боя неравномерно, някои от тях се движат доста бавно доста и ударът не е нанесен едновременно по всички фронтове. Пруската 9-а бригада заема изоставените от французите позиции при Вахау. Настъпващите на левия фланг австрийци на принц Хесен Хамбургски атакуват позициите на французите при Дьолиц, Дьозен и Льосниг, стремейки се да притиснат французите към река Плайсе. Първо е превзет Дьолиц, а около 10 ч. – и Дьозен. Принцът е тежко ранен и командването поема Колоредо. Френските войски са притиснати до Коневиц, но там на помощ пристигат изпратените от Наполеон две дивизии под командването на маршал Удино. Австрийците са принудени да отстъпят, оставяйки Дьозен. Прегрупирайки се, те отново преминават в настъпление и по обед унгарските части на генерал Бианки овладяват Льосниг, но не им се удава да превземат Коневиц, отбраняван от поляци и млади гвардейци под командването на Удино и Ожеро.
Упорит бой се разгаря при селото Пробстхайда, отбранявано от маршал Виктор и атакувано от части на Барклай де Толи. Наполеон изпраща тук частите на старата гвардия и гвардейската артилерия на генерал Дрюо (около 150 оръдия). Старата гвардия се опитва да осъществи контранастъпление на юг, но е спряна от огъня на съюзническата артилерия, разположена на малък хълм на 500 м от мястото на сражението. До края на деня на съюзниците не се удава да превземат Пробстхайда – боят продължава и след настъпване на вечерта.
Около 14 ч., на десния фланг на сражението, армията на генерал Бенигсен, влязла в настъплението със закъснение, превзема Цукелхаузен, Холцхаузен и Паунсдорф. В шурма на Паунсдорф, въпреки възраженията на кронпринца Бернадот, участват и части на Северната армия – пруския корпус на генерал Бюлов и руския корпус на генерал Винцингерод. Бернадот, на съвещание на щаба си, притиснат от своите шведски офицери, които са огорчени, че не участват в битката, дава заповед за настъпление и на шведската лека пехота. В щурма шведите губят 121 души.
Части на Силезийската армия под командването на Ланжерон и Закен превземат Шьонефелд.
В разгара на битката цялата Саксонска дивизия (3 хиляди войници с 19 оръдия), влизаща в състава на 7-и пехотен корпус на Рение, преминава на страната на съюзниците. Малко по-късно това правят и вюртембергските и баденските части.
Към вечерта на 18 октомври, на север и на изток французите са изтласкани на разстояние 15-минутен марш от Лайпциг. След 18 ч. настъпващата тъмнина прекратява бойните действия и войските се готвят за възобновяване на сраженията на следващото утро. Наполеон дава заповед за отстъпление през река Елстер, а малко след това началника на неговата артилерия му предоставя доклад, според който за 5 дни боеве са изразходвани 220 хиляди ядра. Остават само 16 хиляди, а подвоз не се очаква.
За над 9 часа тежки сражения за деня, в които и двете страни понасят големи загуби, французите предотвратяват пробив, но бавно са отблъснати назад към Лайпциг.
Шварценберг се съмнява в необходимостта да притиска все още опасния противник към отчаяна битка. Маршал Гиулай получава заповед само да наблюдава французите и да не атакува Линденау. Благодарение на това, френският генерал Бертран успява да използва пътя за Вайсенфелс и да отстъпи към Зале. През нощта започва отстъпление на почти цялата френска армия, гвардията, кавалерията и корпусите на маршалите Виктор и Ожеро, а в същото време частите на Макдоналд, Ней и генерал Лористон остават в града за прикритие на отстъплението.

### 19 октомври
Тъй като Наполеон при планирането на битката разчита само на победа, не са взети достатъчно мерки по подготовка за отстъпление. Оказва се, че за всички отстъпващи колони има само възможен един път – този към Вайсенфелс.
Диспозицията на съюзниците за 19 октомври е съставена с разчет за продължаване на сражението. Предложенията на цар Александър I за форсиране на река Плайсе и на фелдмаршал Блюхер за отделяне на 20-хилядна кавалерия за преследване на неприятеля са отклонени. За отстъплението на французите се разбира към 7 ч. сутринта, след разсейването на сутрешната мъгла, и става ясно, че няма да има нужда от щурм на Лайпциг. Кралят на Саксония – Фридрих Август I изпраща офицер с предложение да предаде града без бой, ако на френските войски се гарантират 4 часа за отстъпление. Александър отклонява предложението и изпраща своите адютанти към войските със заповед за настъпление в 10 часа сутринта.
По думите на британския посланик Каткарт, Фридрих Август моли за мир, когато съюзниците вече са започнали да обстрелват Лайпциг. Руският генерал Тол, носещ отговора на Александър до Фридрих Август, е принуден да организира охраната на саксонския крал от руските войници, които са започнали да щурмуват двореца.
Ариегардът на Удино се бие улица за улица, опитвайки се да даде време на отстъпващите.
По същото време когато френската армия се оттегля вкупом през западната Рандщадска врата (самият Наполеон едва успява да излезе от града), руските войски на Ланжерон и Закен превземат източното предградие Халес, пруските части под командването на генерал Бюлов – предградието Гримас, а южната врата на Лайпциг – Петерстор, е превзета от колоните на Бенигсен.
Отстъплението все пак върви гладко до момента, когато по погрешка е взривен единственият мост над Елстер, намиращ се пред Рандщадската врата. Генералът, натоварен със задачата да взриви моста след последните френски части, прехвърля задачата на полковник Монфорт. Той, от своя страна, я прехвърля на един сержант, който, без да е запознат с грижливо изработения график за оттегляне, взривява зарядите в 13 ч. – когато мостът все още е претъпкан с оттеглящи се войски, а ариегардът на Удино е все още в Лайпциг. В града остават около 20 хиляди французи, в това число маршалите Макдоналд и Понятовски и генерал Лористон.  Много от тях се удавят, опитвайки се да преплуват реката, включително и маршал Понятовски (получил званието си само два дни преди това). Останалите са взети в плен. Към средата на деня Лайпциг е напълно овладян от силите на коалицията.

## Загуби на страните
Френската армия по груби оценки губи при Лайпциг близо 80 хиляди войници, от тях около 38 хиляди убити и ранени, 15 хиляди пленени (включително генералите Лористон и Рение), други 15 хиляди пленени болни и ранени, разпръснати по лазарети и болници, и до 5 хиляди германци преминали на страната на съюзниците. Освен загубите в сражението, във френската армия започва и епидемия от коремен тиф. Известно e, че Наполеон успява да върне обратно във Франция само около 40 хиляди войници. 15 френски генерали са убити в сражението, а други 51 – ранени. В ръцете на съюзниците попадат в качеството си на трофеи 325 оръдия и 28 орела (символ, използван във френските войски), знамена и флагове.
Загубите на коалицията са до 54 хиляди убити и ранени, от тях 23 хиляди руснаци, 16 хиляди германци, 15 хиляди от австрийската армия и само 180 шведи. По армии най-много загуби има Бохемската армия на Шварценберг – 24 хиляди убити и ранени. Силезийската армия губи 12 хиляди души, а Северната армия на Бернадот и Полската армия на Бенигсен – по 4000 души.

## Последици
Сражението завършва с отстъплението на Наполеон към Рейн и Франция. След загубата на французите при Лайпциг, на страната на Шестата коалиция преминава и Бавария. Обединеният австро-баварски корпус под командването на баварския генерал Вреде се опитва да отреже пътя за отстъпление на френската армия при Франкфурт, но на 31 октомври е отблъснат с големи загуби от Наполеон в битката при Ханау. На 2 ноември Наполеон прекосява Рейн, а след два дена на реката пристигат и се установяват коалиционните войски.
Скоро след отстъплението на Бонапарт от Лайпциг, маршал Сен Сир предава Дрезден, заедно с огромния му арсенал. Освен Хамбург, където отчаяно се защитава маршал Даву, всички останали френски гарнизони в Германия се предават до началото на 1814 г. – с това е сложен край на френските владения източно от Рейн. Разпада се Рейнският съюз, подвластен на Наполеон и е освободена Холандия.
В първите дни на януари 1814 г. съюзниците нахлуват във Франция. Наполеон остава сам против цяла Европа, което довежда до първата му абдикация през април 1814 г. и до заточението му на остров Елба.

## Памет
В памет на битката на народите, в периода 1898 – 1913 г. край Лайпциг е издигнат 91-метров паметник на битката на народите. Финансирането е осъществено чрез специално учредена лотария, а също и с дарения. В непосредствена близост до паметника се намира „камъкът на Наполеон“, където на 18 октомври 1813 г. той разполага своя щаб. В епохата на ГДР, ръководството на страната дълго размишлява над това дали да остави паметника, който се оказва символ на германския национализъм. Само благодарение на факта, че монументът също така прославя „руско-немското братство по оръжие“, той е запазен. През 2003 г. са започнати работите по неговото възстановяване, планирани да бъдат завършени за двестагодишния юбилей през 2013 г.
Освен този, из Лайпциг са издигнати много други паметници, свързани с битката и 45 камъка, маркиращи важните позиции на френските и съюзническите войски.